# Episodi di Richard Diamond (terza stagione)
La terza stagione della serie televisiva Richard Diamond è andata in onda negli Stati Uniti dal 15 febbraio 1959 al 21 giugno 1959 sulla CBS.
| nº | Titolo originale      | Prima TV USA     | Titolo italiano | Prima TV Italia |
| -- | --------------------- | ---------------- | --------------- | --------------- |
| 1  | The Sport             | 15 febbraio 1959 |                 |                 |
| 2  | Pack Rat              | 22 febbraio 1959 |                 |                 |
| 3  | Body of the Crime     | 1º marzo 1959    |                 |                 |
| 4  | Soft Touch            | 8 marzo 1959     |                 |                 |
| 5  | Boomerang Bait        | 15 marzo 1959    |                 |                 |
| 6  | Matador Murder        | 22 marzo 1959    |                 |                 |
| 7  | Murder at the Mansion | 29 marzo 1959    |                 |                 |
| 8  | Marineland Mystery    | 5 aprile 1959    |                 |                 |
| 9  | Charity Affair        | 12 aprile 1959   |                 |                 |
| 10 | Two for Paradise      | 19 aprile 1959   |                 |                 |
| 11 | Crown of Silla        | 3 maggio 1959    |                 |                 |
| 12 | Jukebox               | 10 maggio 1959   |                 |                 |
| 13 | Echo of Laughter      | 17 maggio 1959   |                 |                 |
| 14 | The Limping Man       | 24 maggio 1959   |                 |                 |
| 15 | The Hideout           | 31 maggio 1959   |                 |                 |
| 16 | Rough Cut             | 7 giugno 1959    |                 |                 |
| 17 | Family Affair         | 14 giugno 1959   |                 |                 |
| 18 | Design for Murder     | 21 giugno 1959   |                 |                 |

## The Sport
- Prima televisiva: 15 febbraio 1959
- Diretto da: Alvin Ganzer
- Scritto da: Richard Carr

### Trama
- Guest star: Ed Kemmer (Frank Sonnett), Barbara Bain (Karen Wells), Mort Sahl (se stesso), Ross Martin (Tony Gino), Irene Hervey (Mary Forsythe), Mary Tyler Moore (Sam)

## Pack Rat
- Prima televisiva: 22 febbraio 1959
- Diretto da: John Peyser
- Scritto da: Gene Levitt

### Trama
- Guest star: Frank Albertson (Stuart Simons), Gil Frye (fotografo), Charles Seel (Homer Wilkerson), John Gallaudet (capitano McCormack), Jan Stine (Freddy), Janine Perreau (Carol), Jon Lormer (Gerald Wilkerson), Jean Carson (Gloria Bartlett)

## Body of the Crime
- Prima televisiva: 1º marzo 1959
- Diretto da: Alvin Ganzer
- Scritto da: Donn Mullally, Lee Erwin

### Trama
- Guest star: Sandy Kenyon (tenente Baker), Don Durant (Pat Sharkey), Bern Hoffman (Marxie), Dolores Donlon (Evelyn Ames), Lawrence Dobkin (Joey Kane)

## Soft Touch
- Prima televisiva: 8 marzo 1959
- Diretto da: Andrew McCullough
- Scritto da: Jack Kelsey, Albert Ruben

### Trama
- Guest star: Ruggero Romor (Luis), Berry Kroeger (Raoul), Celia Lovsky (Senora del Vays), Corinne Calvet (La Muneca)

## Boomerang Bait
- Prima televisiva: 15 marzo 1959
- Diretto da: Richard Whorf
- Scritto da: Peter Barry

### Trama
- Guest star: Sandy Kenyon (tenente Baker), Peggy Maley (Claire), Jack Albertson (Fernando Faillace), Eleanor Audley (Mrs. Deneken), Jana Lund (Marilyn Ann), James Westerfield (McAllister)

## Matador Murder
- Prima televisiva: 22 marzo 1959
- Diretto da: Richard Whorf
- Scritto da: Robert Blees

### Trama
- Guest star: Mary Tyler Moore (Sam), Richard Carlyle (Barney Crane), Peter Mamakos (Arturo Montoya), Manning Ross (tenente Pepe), Gregory Gaye (Van Zandt), Chana Eden (Victoria Sebastian), Elisabeth Fraser (Dorian Crane)

## Murder at the Mansion
- Prima televisiva: 29 marzo 1959
- Diretto da: Stuart Rosenberg
- Scritto da: Albert Ruben

### Trama
- Guest star: Bobby Stephenson (Guest), Gail Bonney (Motel Manager), Frank Ferguson (capitano Hoyt), John Harmon (giardiniere), Robert Ellenstein (Kirsten), John Hoyt (Arthur Harding Sr.), James Drury (Arthur Harding Jr.)

## Marineland Mystery
- Prima televisiva: 5 aprile 1959
- Diretto da: John Peyser
- Scritto da: Daniel B. Ullman

### Trama
- Guest star: Troy Melton (Louie Roya), Paul Kent (LIeutenant), Dennis Cross (Skipper), Art Lewis (Karns), Lewis Charles (Burke), Joyce Meadows (Linda), Michael Fox (Paul Schofield)

## Charity Affair
- Prima televisiva: 12 aprile 1959
- Diretto da: Alvin Ganzer
- Scritto da: P. K. Palmer

### Trama
- Guest star: Patricia Blair (Julie), Robert Quarry (Charile Wendell), Frank Gerstle (tenente), Ingrid Goude (Eve), Jan Harrison (Nancy Chaney), Lon Mora (cameriere), Phillip Pine (King Satchel), Bartlett Robinson (Clifton), Naura Hayden (Georgia)

## Two for Paradise
- Prima televisiva: 19 aprile 1959
- Diretto da: John Peyser
- Scritto da: Lee Erwin, Donn Mullally

### Trama
- Guest star: Gil Perkins (Dan Vale), Billy Halop (Charlie Cole), Russ Bender (sceriffo), Willis Bouchey (Lew Morse), Lee Farr (Tom Vale), Charles Aidman (Joe Vale), Christine White (Peggy Nolan)

## Crown of Silla
- Prima televisiva: 3 maggio 1959
- Diretto da: Lamont Johnson
- Scritto da: Gene Levitt

### Trama
- Guest star: Lillian Adams (Goldie), Barbara Stuart (Dee Dennis), Ben Wright (Maxwell), John Anderson (Paul Russell), Gail Kobe (Anne Mitchell), Abraham Sofaer (Constantine)

## Jukebox
- Prima televisiva: 10 maggio 1959
- Diretto da: Stuart Rosenberg
- Scritto da: David Chantler

### Trama
- Guest star: Alan Wells (Chick), Paul Bryar (tenente Ross), Joi Lansing (Diane), Walter Sande (Thompson), Ruta Lee (Louise Thompson)

## Echo of Laughter
- Prima televisiva: 17 maggio 1959

### Trama
- Guest star: Gordon Polk (impiegato), Brooke Byron (Edna), Michael Strong (George Maxton), Karen Sharpe Kramer (Ruth), Jesse White (Walt Conlin)

## The Limping Man
- Prima televisiva: 24 maggio 1959
- Diretto da: R. G. Springsteen
- Scritto da: Elliot West

### Trama
- Guest star: Roxanne Brooks (Sam), Robert Nichols (addetto al distributore di benzina), Eric Feldary (Arthur), Hillary Brooke (Winifred O'Hara), DeForest Kelley (sceriffo), Bethel Leslie (Faith Dryden)

## The Hideout
- Prima televisiva: 31 maggio 1959
- Diretto da: Thomas Carr
- Scritto da: Ed Adamson

### Trama
- Guest star: Cynthia Jason (Roberta), Nestor Paiva (Axel), Mary Alan Hokanson (Sorella Elizabeth), Stacy Harris (Frank Marsala), Barry Gordon (Tommy Logan)

## Rough Cut
- Prima televisiva: 7 giugno 1959
- Diretto da: Thomas Carr
- Scritto da: Ed Adamson

### Trama
- Guest star: William Schallert (Prescott), Carol Morris (Mrs. Jackson), Jan Shepard (Betty Wilson), Hayden Rorke (Frank Judson), Arthur Batanides (Wally), Marcia Henderson (Janet), Steve Brodie (Ken Bronson)

## Family Affair
- Prima televisiva: 14 giugno 1959
- Diretto da: Don McDougall
- Scritto da: Ed Adamson

### Trama
- Guest star: Leonard Bremen (Harry Gorgis), Sydney Smith (Ralph Powers), Harry Bartell (Manager), Richard Reeves (Steve), Marian Collier (Audrey Santell), Jeanette Nolan (Edna Shaw), Patricia Barry (Claire Provost/Powers)

## Design for Murder
- Prima televisiva: 21 giugno 1959
- Diretto da: Mark Sandrich, Jr.
- Scritto da: Ed Adamson

### Trama
- Guest star: Roxanne Brooks (Sam), Janet Stewart (Maid), Phyllis Avery (Vicki Franklin), Ned Glass (Rice), Lewis Charles (Charlie Vincent), Laurie Mitchell (Kitty), Edmund Hashim (Carl Otero)